# Ян Ульссон (футболіст, 1944)
Ян У́льссон (швед. Jan Olsson, 18 березня 1944, Богуслен — 17 травня 2023) — шведський футболіст, що грав на позиції півзахисника. По завершенні ігрової кар'єри — футбольний тренер.

## Клубна кар'єра
У дорослому футболі дебютував 1965 року виступами за команду клубу ГАІС, в якій провів чотири сезони.
Своєю грою за цю команду привернув увагу представників тренерського штабу німецького «Штутгарта», до складу якого приєднався 1969 року. Відіграв за штутгартський клуб наступні два сезони своєї ігрової кар'єри. Більшість часу, проведеного у складі «Штутгарта», був основним гравцем команди.
Завершив професійну ігрову кар'єру у клубі ГАІС. Повернувся до команди 1971 року, захищав її кольори до припинення виступів на професійному рівні у 1974.

## Виступи за збірну
1967 року дебютував в офіційних матчах у складі національної збірної Швеції. Протягом кар'єри у національній команді, яка тривала 7 років, провів у формі головної команди країни 22 матчі, забивши 1 гол.
У складі збірної був учасником чемпіонату світу 1970 року у Мексиці.

## Кар'єра тренера
Розпочав тренерську кар'єру, повернувшись до футболу після тривалої перерви, 1994 року, очоливши тренерський штаб клубу «Айнтрахт» (Браушвейг). Пропрацював з цією командою протягом одного сезону.

## Титули і досягнення
- Найкращий шведський футболіст року (1): 1970